# 13 Reasons Why
13 Reasons Why és una sèrie de televisió estatunidenca basada en la novel·la homònima de l'any 2007, escrita per Jay Asher i adaptada per Brian Yorkey per a Netflix. Diana Son i Brian Yorkey són els coproductors de la sèrie. La primera temporada té tretze episodis, que es van estrenar mundialment el 31 de març del 2017 a Netflix.
El 2017, Netflix va confirmar que hi hauria una segona temporada que es va estrenar el maig del 2018. És previst que s'estreni una tercera temporada el 2019.

## Repartiment
- Dylan Minnette com a «Clay Jensen» És el protagonista de la novel·la i té un amor profund per Hannah. Clay sempre l'observava, però mai es va atrevir a tenir una conversa amb ella, ni quan treballaven junts. Ell i Hannah es van trobar en una festa en la qual van acabar fent-se un petó en una habitació i van estar a punt de tenir una relació, però Hannah el va rebutjar i el va obligar a marxar de l'habitació on eren.
- Katherine Langford com a «Hannah Baker»Protagonista de la novel·la, qui deixa les 13 cintes de casset explicant les raons de la seva cruel mort.
- Brandon Flynn com a «Justin Foley». Primer interès romàntic de Hannah, a part del seu primer petó. Ell l'invita a sortir i li fa una foto no apte, que després ensenya als seus amics, iniciant així una cadena de rumors sobre Hannah. En una festa, entra amb Jessica molt beguda a una habitació on Hannah està amagada. En el lloc, Bryce, amic de Justin, viola a Jessica mentre Hannah ho veu tot espantada i sense poder-se moure.
- Christian Navarro com a «Tony Padilla»Company d'institut de Clay i persona que resguarda l'altre joc de cintes deixat per Hannah.
- Alisha Boe com a «Jessica Davis». Ella i Hannah van ser amigues fins que es van adaptar a l'escola. Jessica va tenir una relació amb Alex, que va acabar a causa dels rumors que Hannah i Alex havien tingut una relació a l'esquena d'ella, de manera que ho va aprofitar per a separar-se de Hannah. Va ser violada mentre estava inconscient i Hannah ho va presenciar.
- Michele Selene Ang com a «Courtney Crimsen». Noia popular de batxillerat a la que només l'importava la seva reputació, de manera que utilitza a les altres persones. Després que la Hannah la porti a una festa, la ignora completament i comença el rumor que Hannah guardava jocs sexuals en la seva habitació.
- Justin Prentice com a «Bryce Walker»Amic de Justin, Marcus i Zach. En la cinta número 12 es revela que ell no només va abusar sexualment de Jessica, sinó també de Hannah.
- Devin Druid com a «Tyler Down»Espiava a Hannah desde la finestra de la seva habitació. Hannah, amb l'ajuda de Courtney, aconsegueix atrapar-lo.
- Miles Heizer com a «Alex Standall»Alex va conèixer a Hannah i a Jessica en una cafetería i va fer una llista de noies del colegui on Hannah sortia com "el millor cul" i Jessica com "el pitjor cul".Hannah menciona que si ell no hagués fet aquella llista, la majoria de les coses parlades en les cintes no haurien passat.
- Ross Butler com a «Zachary "Zach" Seen Yo»Zach es va apropar a Hannah just després del que va passar amb Marcus, trobant-la nerviosa, de manera que l'ignora completament, quedant-se en ridícul davant els seus amics. Zach busca venjança robant les notes de motivació en una classe, moment en què Hannah comença a deprimir-se, insinuant el seu suïcidi en les notes.
- Steven Silver com a «Marcus Cooley». Marcus invita a sortir a Hannah el dia de Sant Valentí a un bar popular, encara que va arribar tard. Marcus va posar la seva mà en el genoll de Hannah, intentant apropar-se a ella, Hannah el va empènyer, ja que es va adonar que ell únicament volia assaltar-la sexualment.
- Ajiona Alexus com a «Shery Lautz»
- Sosie Bacon com a «Skye»
- Kate Walsh com a «Olivia Baker» Mare de la protagonista (Hannah)
- Fernando Jácome com a «Personatge secundari»
- Derek Luke com a «Sr. Porter»Professor d'anglés i conseller dels alumnes. Hannah recorre a ell abans de suïcidar-se a la recerca d'ajuda i li explica que Bryce ha abusat d'ella encara que no dona el nom. El conseller li diu que, si no té suficients proves, intenti "superar-ho" i continuar endavant amb la seva vida. Per aquest motiu i el seu intent de culpabilitzar-la i posar en dubte el seu testimoni, Hannah l'exposa en la cinta número 13.
- Brian D'Arcy James com a «Andrew Baker» Pare de la protagonista (Hannah)
- Brandon Larracuente com a «Jeff Atkins»
- Henry Saga com a «Brad»
- Hugo Logan com a «Jorsh»
- Amy Hargreaves com a «Sra. Jensen» Mare del Clay.

## Producció
Universal Studios va comprar els drets cinematogràfics de la novel·la el 8 de febrer del 2011, amb la intenció que Selena Gomez interpretés el paper principal, Hannah Baker. El 29 d'octubre del 2015 es va anunciar que Netflix estava fent una adaptació televisiva del llibre amb Gomez com a productora executiva. Es va contractar Tom McCarthy per dirigir els primers dos episodis.
La sèrie es va gravar a les ciutats del nord de Califòrnia Vallejo, Sant Rafael, Crockett i Sebastopol, durant l'estiu del 2016.